# Ochthebius andreinii
Ochthebius andreinii är en skalbaggsart som beskrevs av Régimbart 1905. Ochthebius andreinii ingår i släktet Ochthebius och familjen vattenbrynsbaggar.

## Underarter
Arten delas in i följande underarter:
- O. a. andriscus
- O. a. androsthenus
- O. a. andreinii